# Daboh
Daboh là một thị xã và là một nagar panchayat của quận Bhind thuộc bang Madhya Pradesh, Ấn Độ.

## Địa lý
Daboh có vị trí 26°02′B 78°53′Đ / 26,03°B 78,88°Đ Nó có độ cao trung bình là 161 mét (528 feet).

## Nhân khẩu
Theo điều tra dân số năm 2001 của Ấn Độ, Daboh có dân số 15.897 người. Phái nam chiếm 54% tổng số dân và phái nữ chiếm 46%. Daboh có tỷ lệ 60% biết đọc biết viết, cao hơn tỷ lệ trung bình toàn quốc là 59,5%: tỷ lệ cho phái nam là 72%, và tỷ lệ cho phái nữ là 47%. Tại Daboh, 17% dân số nhỏ hơn 6 tuổi.